# Утузы
Утузы (тат. Утыз) — деревня в Тевризском районе Омской области России. Входит в состав Петровского сельского поселения.

## История
По переписи 1897 года проживало 330 человек, из них 314 татар и 13 бухарцев.
Основана в 1703 году. В 1928 года юрты Утузы состояли из 110 хозяйств, основное население — бухарцы. Центр Утузинского сельсовета Тевризского района Тарского округа Сибирского края.

## Население
| 1926 | 2010 |
| ---- | ---- |
| 595  | ↘362 |